# Alessandro Bazzana
Alessandro Bazzana (Alzano Lombardo, 16 luglio 1984) è un ex ciclista su strada italiano, professionista dal 2007 al 2015.

## Carriera
Dopo quattro stagioni da dilettante, tre con l'U.C. Bergamasca 1902 e una con la Zalf-Désirée-Fior, Bazzana passa professionista nel 2007 accettando l'offerta del team statunitense Successfulliving.com-Parkpre. Con questa formazione comincia a gareggiare nel circuito delle gare nazionali USA, e nell'anno dell'esordio ottiene due vittorie. Due anni dopo la squadra si fonde con il team australiano Fly V Australia: con la nuova formazione Bazzana continua a gareggiare per un altro biennio unicamente in territorio statunitense.
Nel 2011 si accasa al Team Type 1-Sanofi, sodalizio Professional Continental con cui partecipa a numerose gare asiatiche ed europee; l'anno dopo riesce anche ad ottenere la vittoria nella prima tappa dell'Österreich-Rundfahrt, competizione nella quale si aggiudica anche la classifica a punti. Nella stagione 2013 si accasa alla UnitedHealthcare, squadra Professional Continental statunitense tra le cui file resta fino alla fine del 2015, anno del ritiro.

## Palmarès
- 2007 (Successfulliving.com, due vittorie)

1ª tappa Cougar Mountain
2ª tappa Cougar Mountain
- 2010 (Fly V Australia, una vittoria)

3ª tappa Tour of Murrieta
- 2012 (Team Type 1-Sanofi, una vittoria)

1ª tappa Österreich-Rundfahrt (Innsbruck > Innsbruck)

### Altri successi
- 2011 (Team Type 1-Sanofi Aventis)

Classifica traguardi volanti Brixia Tour
- 2012 (Team Type 1-Sanofi)

Classifica a punti Österreich-Rundfahrt
- 2015 (UnitedHealthcare)

Classifica traguardi volanti Abu Dhabi Tour

## Piazzamenti

### Classiche monumento
- Milano-Sanremo

2014: 96º
- Parigi-Roubaix

2014: 127º
2015: 55º